# Казарма 45 км
Казарма 45 км (рос. Казарма 45 км) — населений пункт (тип: роз'їзд) у Іскітимському районі Новосибірської області Російської Федерації.
Входить до складу муніципального утворення Совхозна сільрада. Населення становить 50 осіб (2010).

## Історія
Згідно із законом від 2 червня 2004 року органом місцевого самоврядування є Совхозна сільрада.

## Населення
| 2002 | 2007 | 2010 |
| ---- | ---- | ---- |
| 46   | ↗50  | →50  |